# Raffaele D'Argenzio
Raffaele D'Argenzio, noto anche con lo pseudonimo di Ledar (Caserta, 15 aprile 1943), è un fumettista italiano.

## Biografia
Nasce a Caserta, ma dopo pochi anni si trasferisce con la famiglia a Napoli. Seguendo i desideri dei genitori, si diploma in Ragioneria, ma poi, non sentendone la vocazione, rifiuta un posto al Banco di Napoli e si iscrive alla facoltà di Economia Navale, ma capisce presto che anche quella non è la sua strada e abbandona gli studi universitari per dedicarsi alla sua vera passione: il giornalismo. 
Per inseguire il suo sogno si trasferisce così a Milano, dove inizia a collaborare con la Casa Editrice Universo sia come autore di fumetti che come giornalista, dedicandosi al mondo dello spettacolo e della musica. Diventa poi caporedattore di una nota rivista a fumetti dell'editore, Intrepido, per la quale scrive anche sceneggiature di varie serie, oltre a crearne di proprie come Forza Folgore!, disegnata da Paolo e Piero Montecchi, Cristall, disegnata da Loredano Ugolini; a queste seguono, negli anni Settanta, Edizione straordinaria, poi diventata Paris Jour, sempre disegnata dai Montecchi.
Nel 1976, diventa direttore del Corriere dei ragazzi che rinnovò trasformandolo in Corrier Boy; ideò numerose serie anche per questa testata che vennero poi affidate ad altri scrittori come Commissario Argento, disegnata da Enrico Bagnoli e da Alvaro Mairani, Swea, disegnata da Nadir Quinto e da Umberto Sammarini, Chris Lean, disegnata da Milo Manara e Luigi Piccatto, Red Skate, disegnata da Maurizio Ricci, Charlie Charleston, disegnata da Angelo Stano o Savage, disegnata da Nino Cannata e Ragnini.
Fonda poi le Edizioni d'Argenzio e il network Weekend Premium, che include una rivista cartacea e online, il sito internet e il blog che si occupa di viaggi, auto, food&beverage, luxury, tradizioni ed enogastronomia.

## Le direzioni
Raffaele d'Argenzio è stato direttore delle seguenti testate: Intrepido, Starter, Top Video, Discotec-Doc, Discotec, Doc, Doc Design, Auto Doc, Trend, Trend Car, Univer-City, Avantgarde, Auto Sette, Auto Donna, Donna in auto, Auto&Weekend - Viaggi Premium, Weekend in auto, Weekend & Viaggi Premium, Weekend Premium.